# 304826 Kini
304826 Kini è un asteroide della fascia principale. Scoperto nel 2007, presenta un'orbita caratterizzata da un semiasse maggiore pari a 2,3616741 au e da un'eccentricità di 0,1983636, inclinata di 2,00210° rispetto all'eclittica.